# Lyngbya

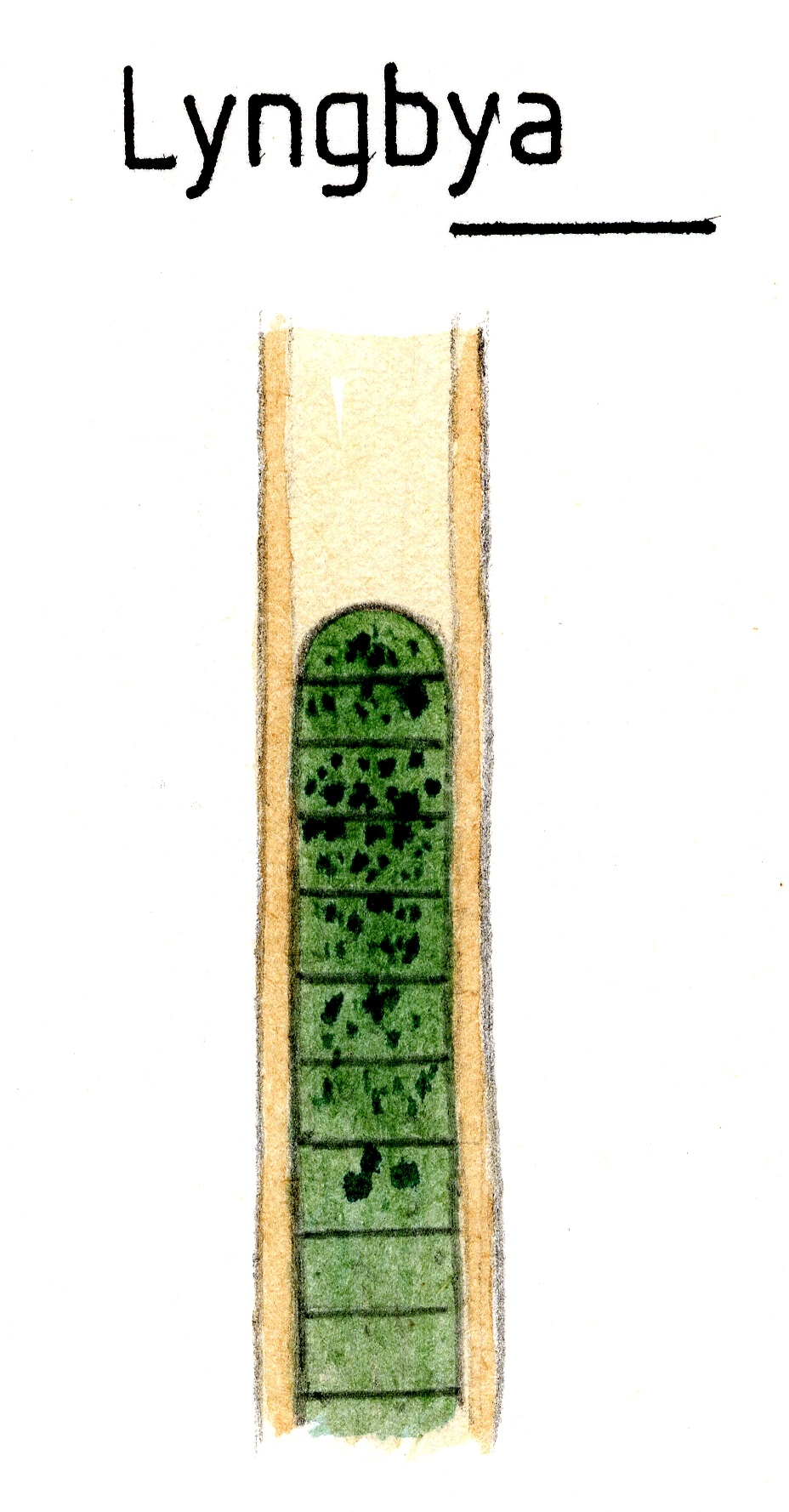
Illustration (Detail)

Lyngbya (deutsch auch Scheidenblaualgen genannt) ist eine Gattung fädiger Cyanobakterien (herkömmlich als „Blaualgen“ bezeichnet). Typspezies der Gattung ist  Lyngbya confervoides C. Agardh. Benannt ist die Gattung nach Hans Christian Lyngbye.

## Merkmale
Lyngbya wächst, wie für die Oscillatoriales typisch, in langen, unverzweigten Zellfäden, auch Filamente genannt. Diese sind von einer, oft farblosen, Gallerthülle umgeben. Die Filamente können Matten bilden. Die Einzelzellen sind länger als breit. Zur Vermehrung werden Hormogonien (zur Kriechbewegung fähige Fadenfragmente) gebildet.

## Toxine
Lyngbya zählt zu den giftigsten Gattungen der Cyanobacteria. Sie bilden zytotoxische Verbindungen wie Antillatoxin, Aplysiatoxin, Debromoaplysiatoxin und Lyngbyatoxin A, B und C.

## Arten (Auswahl)
- Lyngbya aeruginea
- Lyngbya aestuarii
- Lyngbya confervoides

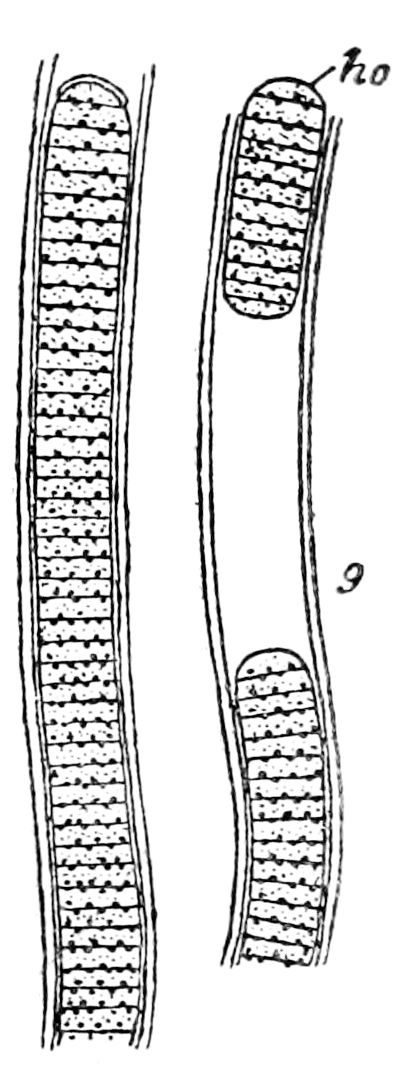
L. aestuarii,
rechts Filament mit Hormogonien (ho).
Illustration von 1910.

- Lyngbya contorta – „Geringelte Scheidenblaualge“
- Lyngbya kuetzingii
- Lyngbya limnetica – „See-Scheidenblaualge“[5]

- Lyngbya majuscula